# Andor Ilona
Andor Ilona (Pécsvárad, 1904. április 9. – Budapest, 1977. július 18.) Liszt Ferenc-díjas magyar kórusvezető, karnagy, pedagógus, érdemes- és kiváló művész.

## Élete
Polgári család kilencedik gyermeke volt, édesapja jószágigazgató volt. Hamar árván maradt. Zongoraművésznek készült, 1927/28-ban (más források szerint már 1922-től) zongorát tanított a pécsi Városi Zeneiskolában. 1929-től Budapesten dolgozott: egész élete során egyetlen munkahelyen, a Ranolder Tanítóképző Intézetben, amely később a Vendel utcai Intézet, utóbb pedig a Leővey Klára Gimnázium nevet kapta. Az Intézetben második karnagy Csorda Romána nővér mellett (akinek nevéhez több Kodály-kórus bemutatása fűződik), s az ő ösztönzésére iratkozott be a harmincas évek közepén a Zeneakadémia Középiskolai énektanárképző szakára, ahol többek között Bárdos Lajos, Harmat Artúr és Székely Arnold tanítványa volt. 1937-ben az Apponyi-kollégiumban is diplomát szerzett kórusvezetésből és zongorából. 1948-tól a Ranolder Intézet első karnagya lett, s éneket tanított az Intézethez kapcsolódó 12 osztályos iskolában. Számára a legnagyobb elismerést Kodály Zoltánnak az iskola és a kórus élete iránti odafigyelése jelentette. 1949-ben Andor Ilona kórusa vehette fel elsőként a Kodály Zoltán nevet. A Mester sok kórusművét ez az együttes mutatta be elsőként, Árva vagyok c. kórusát Kodály „Andor Ilona keze alá" ajánlotta. Valószínűleg Kodály javaslatára utazhatott a kórus külföldre: 1955-ben, első útjukon, a varsói VIT-en I. díjjal jutalmazták éneklésüket. 1965-ben Benjamin Britten meghívására az Aldebourgh-i Fesztivál vendégei voltak, s itt (Kodály személyes részvételével) a Columbia Hanglemezgyár készített felvételt a kórussal. Ez a lemez később Edison-díjat kapott. A külföldi elismerés lassan meghozta a hazaiakat is. 1968-ban a linzi Kórusfesztiválon, 1970-ben a moszkvai ISME konferencián aratott sikert a kórus.

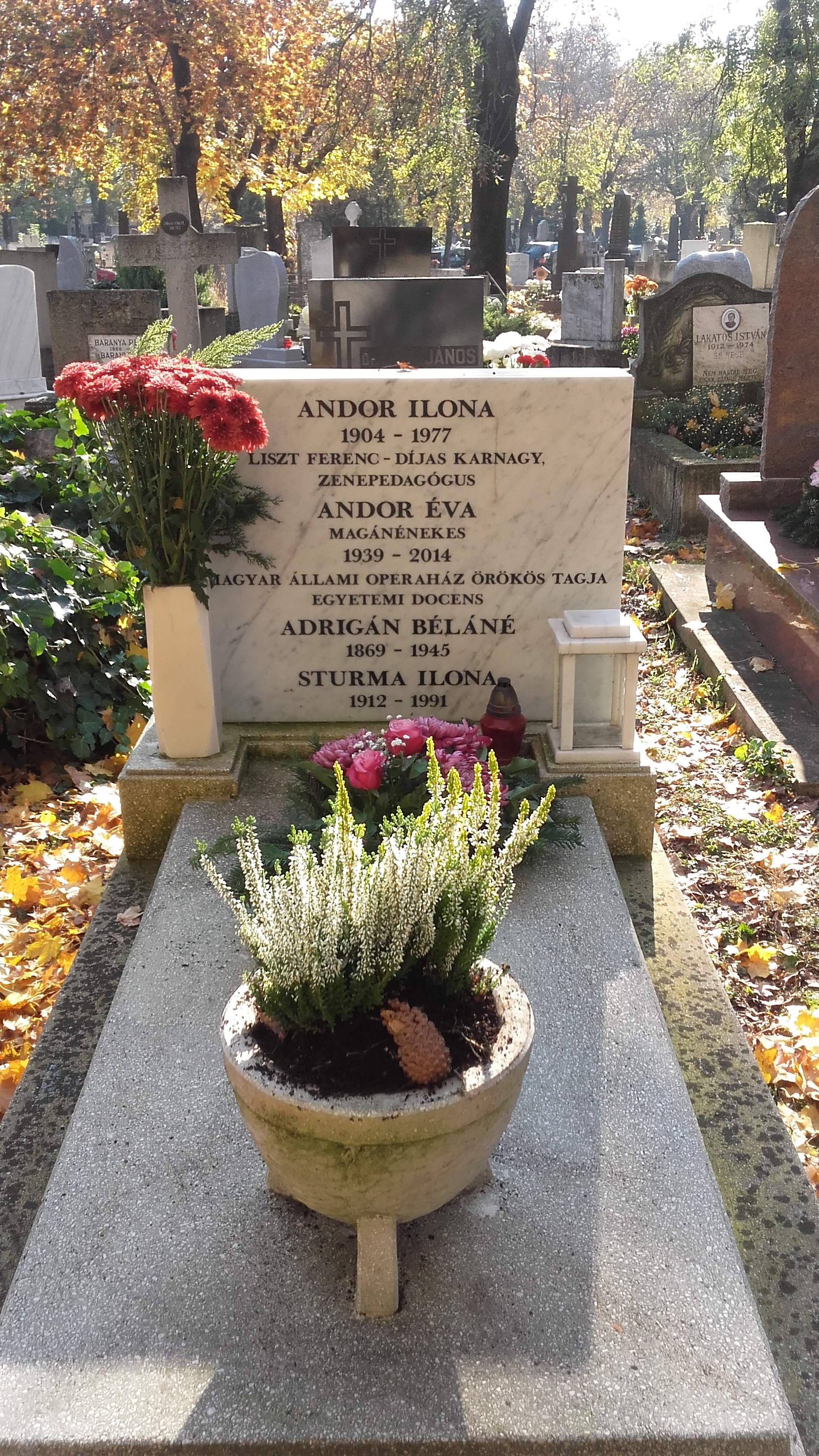
Sírja az Óbudai temetőben (22-1-29)

## Elismerései
- Liszt Ferenc-díj (1954)
- Szocialista Munkáért Érdemérem (1955)
- Érdemes Művész (1963)
- Kiváló Művész (1972)
- Magyar Örökség díj (posztumusz) (2004)[3]